# HuffPost Live
HuffPost Live é um portal de noticias via streaming pertencente ao site The Huffington Post. A rede produz programação independente, mas também publica noticias do The Hiffington Post, é feita interação com conversas ao vivo entre os usuários através de plataformas como Skype e Google+. O conteúdo é transmitido ao vivo por 12 horas diárias de segunda à sexta.

## História
A co-fundadora do jornal Hufffington Post Arianna Huffington, anunciou em fevereiro de 2012 planos para o lançamento de um "projeto inovador". O projeto, então chamado de "HuffPost Streaming Network", foi descrito por Huffington como "mais descontraído, mais fluente, e muito mais espontâneo e interativo" ao contrário da televisão. O projeto foi rebatizado mais tarde de "HuffPost Live".
O site foi lançado em 13 de agosto de 2012, com a Verizon e a Cadillac listadas como sócios fundadores.
A programação é produzida a partir dos estúdios do AOL/Huffington Post em Nova York. Inicialmente houve uma equipe em Los Angeles, entretanto o local de produção de LA foi encerrado em 30 de agosto de 2013, e alguns dos funcionários se mudaram para Nova York.

## Apresentadores
- Ahmed Shihab-Eldin
- Alicia Menendez
- Alyona Minkovski
- Josh Zepps
- Marc Lamont Hill
- Nancy Redd
- Abby Huntsman
- Jacob Soboroff
- Mike Sacks